# Menelik II

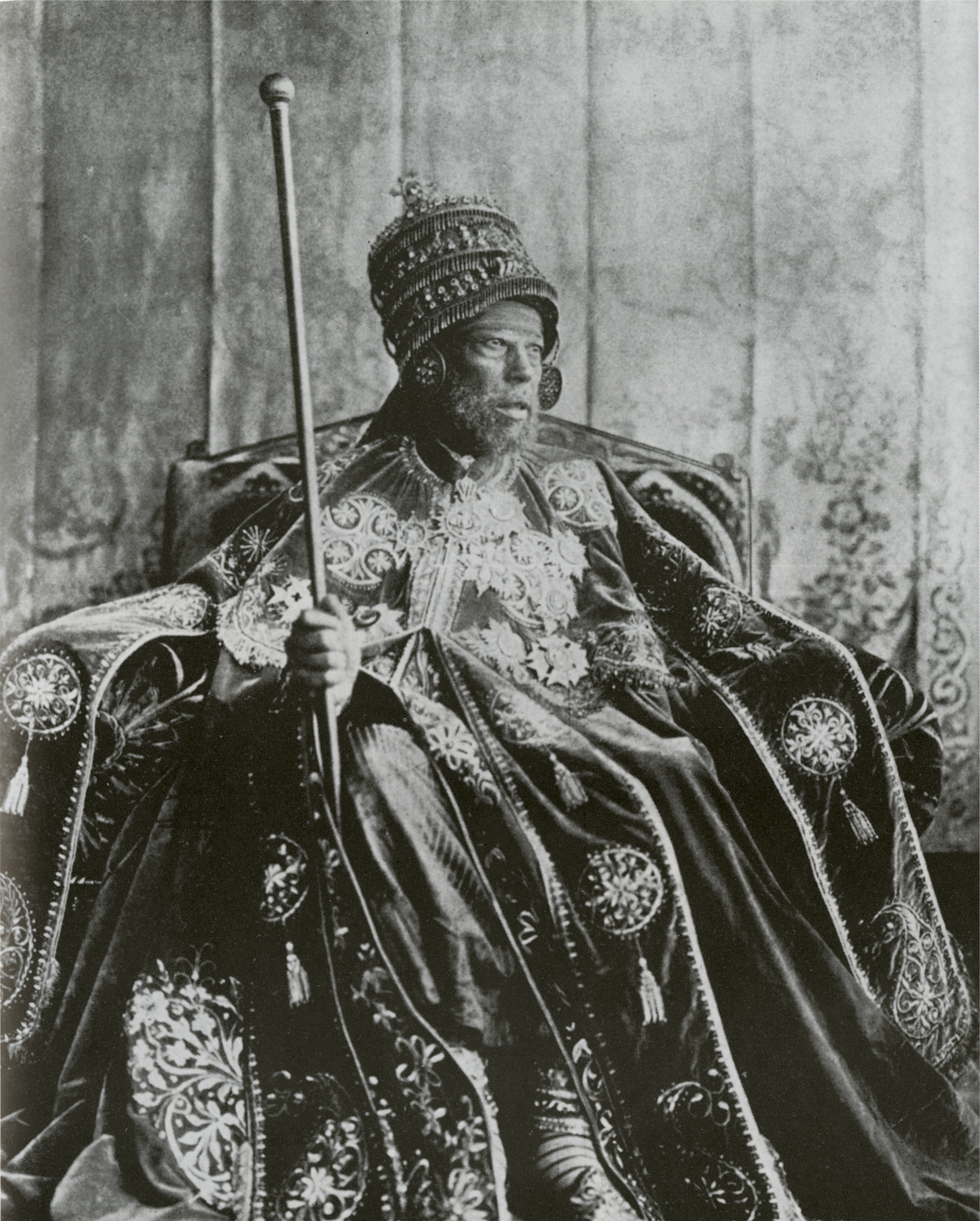
Menelik II.

Menelik II, född 17 augusti 1844 i Angolalla Tera i Shewa, död 12 december 1913, var en etiopisk kejsare. Hans tredje fru Taytu Betul hade stort inflytande över kejsaren, inte minst i samband med Slaget vid Adua.

## Biografi
Menelik blev kung av Shewa år 1865. Hans rike utökades genom attacker mot grannfolken. Då Etiopiens kejsare Yohannes IV dödades i ett slag år 1889 övertog Menelik tronen genom stöd från Italien, som fick Eritrea som koloni.

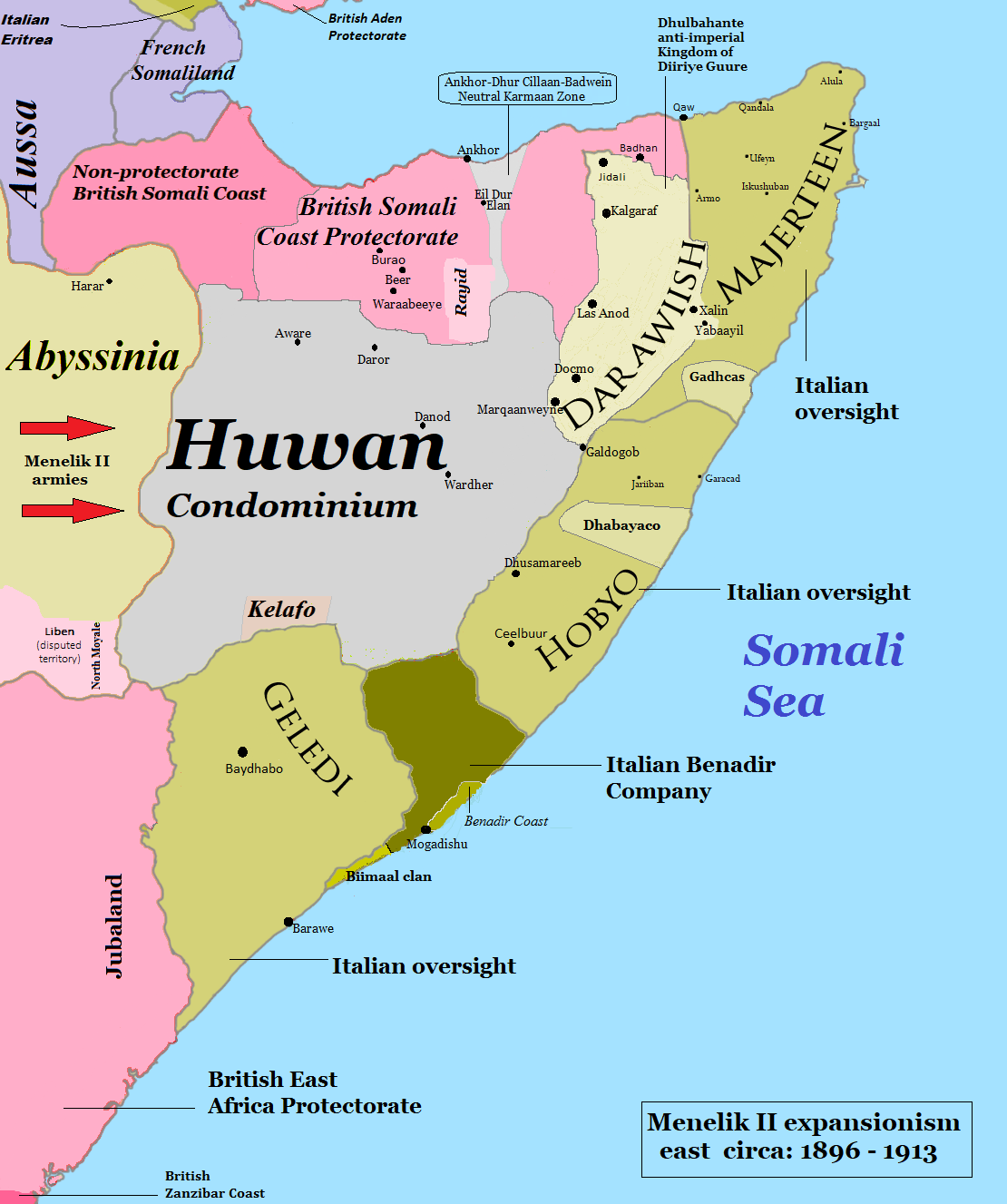
Menelik II.

Italiens ambition att göra hela Etiopien till ett protektorat misslyckades genom slaget vid Adua år 1896 och flera europeiska stater kom att erkänna Meneliks styre. Han moderniserade landet, bland annat genom införande av västerländsk teknologi och administration. En viktig medhjälpare i det arbetet var schweizaren Alfred Ilg.